# Sabor a Queer
Sabor a Queer es un videopódcast conversacional en español presentado por el director de cine y podcaster David Velduque. Producido por Neurads, el programa busca visibilizar realidades diversas dentro de la comunidad LGBTQ+ a través de conversaciones con personas invitadas que desafían las normas establecidas.
El programa pretende funcionar como un espacio de encuentro y conversación sobre temas que afectan a la comunidad LGTBIQ+. Más allá de cuestiones ligadas exclusivamente al activismo y la teoría LGTBIQ+, aborda temas sociales como la precariedad, la violencia sexual o el racismo, siempre desde una perspectiva inclusiva y con una charla cercana y política.
Sabor a Queer se emite semanalmente los jueves en abierto en Spotify, YouTube, Apple Podcasts e Ivoox entre otras plataformas.

## Motivación
En 2009, David Velduque fundó la productora creativa independiente The Look Films, especializada en la creación y producción de contenido publicitario. En 2015, la empresa pasó a reformularse bajo el nombre de Neurads para ampliar su campo de trabajo al entretenimiento y la cultura. Tras una década de experiencia en el sector, ha sido testigo de la evolución de los formatos, los medios y las narrativas, adaptándose a los cambios en la manera en que las audiencias consumen contenido.
A lo largo de la historia, las personas queer, racializadas y diversas han contado con escasos referentes en la cultura popular, lo que ha dificultado su representación e identificación en ámbitos como el cine, la televisión, la música o la prensa. Este contexto ha estado marcado por narrativas normativas y tradicionales que han limitado la exploración de otras perspectivas y experiencias. Ante esta realidad, el proyecto se plantea como un espacio seguro para la conversación y el análisis de temáticas que trascienden los discursos convencionales. A través de entrevistas y diálogos con invitadxs de distintos ámbitos, Sabor a Queer busca cuestionar las normas establecidas y generar un debate abierto sobre las diversas formas de entender la identidad, la inclusión y la representación. Su objetivo es ofrecer una plataforma en la que distintas voces puedan compartir sus experiencias y reflexiones, contribuyendo así a una mayor comprensión y visibilidad de la diversidad en la sociedad.
La compañía desarrolla y supervisa todas las fases de producción, desde la concepción del guion hasta la postproducción, garantizando un equilibrio entre las necesidades de sus clientes y la creación de experiencias impactantes. Además, Neurads se distingue por su compromiso con el cambio social, impulsando proyectos pioneros en la visibilización de temas relacionados con el feminismo y el colectivo LGTBIQ+. A través de su enfoque innovador y su apuesta por narrativas auténticas, Neurads se ha consolidado como un referente en la producción de contenido que no solo entretiene, sino que también genera conversación y transforma la manera en que se cuentan las historias. 

## Historia
El 23 de marzo de 2023 Sabor a Queer emite su primer episodio con Natalia Lacunza como invitada.
El 6 de marzo de 2024, Sabor a Queer fue nominado a los Premios Ondas Globales del Podcast en la categoría de Mejor Videopodcast.
El 25 de mayo de 2024, Sabor a Queer realizó una grabación especial en directo dentro del festival Iberoamericano de Creación Sonora, Estación Podcast. El evento tuvo lugar en el Círculo de Bellas Artes de Madrid y contó con la participación de Mer Gómez, Celeste González, Guru y Manuela Trasobares.
En septiembre de 2024, durante la sección Cuenta con Bob del programa de radio Hoy por Hoy, Velduque comentó a Bob Pop durante una consulta telefónica sobre las dificultades de mantener económicamente el videocast.
El 16 de octubre de 2024, Sabor a Queer celebró su primer evento en directo de la temporada en el Palacio de la Prensa de Madrid. En esta ocasión, David Velduque estuvo acompañado por Irantzu Varela, Juan Sanguino, Marina y Samantha Ballentines. 
En 2025 David Velduque, creador de Sabor a Queer, moderó un panel en el evento Olímpicxs #JuguemosEnIgualdad, organizado por myGwork y Compete Proud, donde figuras destacadas del deporte y el ámbito corporativo debatieron sobre diversidad e inclusión LGBTQ+ en el deporte y el mundo laboral.

## Programas

### Primera temporada
|  | Fecha de emisión    | Nº de episodio | Invitadx        | Título                  |
|  | ------------------- | -------------- | --------------- | ----------------------- |
|  | 23 de marzo de 2023 | 1              | Natalia Lacunza | Rupturas                |
|  | 30 de marzo de 2023 | 2              | Alberto Velasco | Creación y autosabotaje |
|  | 6 de abril de 2023  | 3              | Ander Puig      | Masculinidad            |
|  | 13 de abril de 2023 | 4              | Samantha Hudson | Espiritualidad          |
|  | 20 de abril de 2023 | 5              | Carla Antonelli | Finales felices         |
|  | 27 de abril de 2023 | 6              | Sir Peter       | La carne y los cuerpos  |
|  | 4 de mayo de 2023   | 7              | Jossy Jaycoff   | Hack the cistem         |
|  | 11 de mayo de 2023  | 8              | Daniela Blume   | La muerte               |
|  | 18 de mayo de 2023  | 9              | Yenesi          | Ser una loser           |
|  | 25 de mayo de 2023  | 10             | Paco Clavel     | Familia escogida        |
|  | 1 de junio de 2023  | 11             | Gad Yola        | Privilegio y racismo    |
|  | 8 de junio de 2023  | 12             | Ruth Lorenzo    | Éxito                   |

### Segunda temporada
|  | Fecha de emisión         | Nº de episodio | Invitadx                                              | Título                                         |
|  | ------------------------ | -------------- | ----------------------------------------------------- | ---------------------------------------------- |
|  | 25 de septiembre de 2023 | 0              | Alok Vaid Menon                                       | Especial en inglés “A DATE WITH”               |
|  | 9 de noviembre de 2023   | 1              | Gema                                                  | Suicidio                                       |
|  | 16 de noviembre de 2023  | 2              | Carlota Pereda                                        | Cine "de mujeres"                              |
|  | 23 de noviembre de 2023  | 3              | Perra de Satán                                        | Bifobia y salud mental                         |
|  | 30 de noviembre de 2023  | 4              | La Dani                                               | Rockstar y precaria                            |
|  | 7 de diciembre de 2023   | 5              | Alex de la Croix                                      | Chasers                                        |
|  | 14 de diciembre de 2023  | 6              | Rodrigo García Marina                                 | Violencia sexual                               |
|  | 21 de diciembre de 2023  | 7              | Guru                                                  | Antigitanismo                                  |
|  | 11 de enero de 2024      | 8              | Ada Colau                                             | Institucionalizar las luchas                   |
|  | 18 de enero de 2024      | 9              | Jesús Pascual                                         | Mariquita andaluz                              |
|  | 25 de enero de 2024      | 10             | Irene Montero                                         | La incomodidad                                 |
|  | 1 de febrero de 2024     | 11             | Esty Quesada                                          | Monstruos                                      |
|  | 8 de febrero de 2024     | 12             | Lord Ébano                                            | Validación                                     |
|  | 15 de febrero de 2024    | 13             | Celeste y Zack                                        | Transición                                     |
|  | 22 de febrero de 2024    | 14             | Rodrigo Cuevas                                        | Folclore                                       |
|  | 29 de febrero de 2024    | 15             | Álvaro Mayo                                           | A Star is Born                                 |
|  | 7 de marzo de 2024       | 16             | Nerea Pérez de las Heras                              | Las amigas                                     |
|  | 14 de marzo de 2024      | 17             | Nuria Perea                                           | La mujer enferma                               |
|  | 21 de marzo de 2024      | 18             | María Guerra y Jesús Choya                            | Abusos de poder                                |
|  | 28 de marzo de 2024      | 19             | PutoMikel                                             | Somos historia                                 |
|  | 4 de abril de 2024       | 20             | Omaira Perdomo                                        | Deporte                                        |
|  | 11 de abril de 2024      | 21             | Christo Casas                                         | Gays buenos                                    |
|  | 18 de abril de 2024      | 22             | Mer Gómez                                             | Intersexualidad                                |
|  | 25 de abril de 2024      | 23             | Maldito Bollodrama                                    | Gaytriarcado                                   |
|  | 2 de mayo de 2024        | 24             | Paco Bezerra                                          | Censura                                        |
|  | 9 de mayo de 2024        | 25             | Alex Saint                                            | Complejos                                      |
|  | 16 de mayo de 2024       | 26             | Ira Hybris                                            | Abolir la familia                              |
|  | 23 de mayo de 2024       | 27             | Putochinomaricón                                      | Cultura pop                                    |
|  | 30 de mayo de 2024       | 28             | Alana S. Portero                                      | La infancia                                    |
|  | 6 de junio de 2024       | 29             | Murad Odeh                                            | Palestina queer                                |
|  | 13 de junio de 2024      | 30             | Carolina Yuste                                        | La honestidad                                  |
|  | 20 de junio de 2024      | 31             | Gabriel J. Martín                                     | Nosofobia                                      |
|  | 23 de junio de 2024      | -              | Mer Gómez, Guru, Celeste González, Manuela Trasobares | Live en ‘Estación Podcast’: Adoctrinadxs vivxs |
|  | 27 de junio de 2024      | 32             | Manuela Trasobares                                    | El escándalo                                   |
|  | 25 de septiembre de 2024 | 0              | Brandon Kyle Goodman & Vincint                        | Especial en inglés “A DATE WITH”               |

### Tercera temporada
|  | Fecha de emisión        | Nº de episodio | Invitadx                                          | Título                                       |
|  | ----------------------- | -------------- | ------------------------------------------------- | -------------------------------------------- |
|  | 17 de octubre de 2024   | 1              | Curro Peña, Quinndy, Rusly                        | Cachina migración                            |
|  | 23 de octubre de 2024   | 2              | Eddi Circa                                        | La voz                                       |
|  | 31 de octubre de 2024   | 3              | Irantzu Varela                                    | Agresividad                                  |
|  | 14 de noviembre de 2024 | 4              | Bimboficadas (Samantha Hudson & María Barrier)    | Besties                                      |
|  | 21 de noviembre de 2024 | 5              | Gad Yola, Pakita & Sir Peter                      | Fetichización                                |
|  | 28 de noviembre de 2024 | 6              | La Prohibida                                      | Travestismo                                  |
|  | 5 de diciembre de 2024  | 7              | Sara Torres                                       | Seducción                                    |
|  | 12 de diciembre de 2024 | 8              | Las Hijas de Felipe (Ana Garriga & Carmen Urbita) | Barroco lésbico                              |
|  | 19 de diciembre de 2024 | 9              | Enrique Aparicio                                  | Volver                                       |
|  | 16 de enero de 2025     | 10             | Laura Macaya                                      | Antip                                        |
|  | 23 de enero de 2025     | 11             | Afioco, Charli Bujosa, Emilio Papamijas           | Transmasculinidades                          |
|  | 30 de enero de 2025     | 12             | Mina Serrano                                      | Herencia                                     |
|  | 6 de febrero de 2025    | 13             | Pol Guasch, Juanpe Sánchez, Berta García          | Amor y literatura                            |
|  | 13 de febrero de 2025   | 14             | Villano Antillano                                 | Mojarse                                      |
|  | 20 de febrero de 2025   | 15             | Guitarricadelafuente                              | Full Time Papi                               |
|  | 27 de febrero de 2025   | 16             | Olivia Ávila Ruiz                                 | Asexualidad                                  |
|  | 6 de marzo de 2025      | 17             | Topacio Fresh                                     | Girlboss                                     |
|  | 13 de marzo de 2025     | 18             | Junior Healy, SoyUnaPringada                      | Fanatismo                                    |
|  | 20 de marzo de 2025     | 19             | La Caneli, Carlos Barea, Vicente Monroy           | Eloy de la Iglesia                           |
|  | 27 de marzo de 2025     | 20             | Noé                                               | Chemsex y redadas policiales                 |
|  | 3 de abril de 2025      | 21             | Olv1d0, Berta                                     | La noche                                     |
|  | 10 de abril de 2025     | 22             | Blanca Martínez Rodrigo, Martín Urrutia           | Mariliendre                                  |
|  | 24 de abril de 2025     | 23             | Belial                                            | Satanismo y brujería                         |
|  | 1 de mayo de 2025       | 24             | Juana Dolores                                     | Revolución                                   |
|  | 8 de mayo de 2025       | 25             | Noemí López Trujillo                              | Maternidad bisexual                          |
|  | 15 de mayo de 2025      | 26             | Jonan Wiergo                                      | Poliamor                                     |
|  | 22 de mayo de 2025      | 27             | Carvento, Roberto Aragón                          | Copla                                        |
|  | 29 de mayo de 2025      | 28             | Gonzalo Abaha                                     | Terapias de conversión                       |
|  | 5 de junio de 2025      | 29             | Bob Pop                                           | Adicción (en directo)                        |
|  | 12 de junio de 2025     | 30             | Mikel Iturriaga                                   | Ñam Ñam                                      |
|  | 19 de junio de 2025     | 31             | Lucía Lijtmaer                                    | El odio                                      |
|  | 26 de junio de 2025     | 32             | Federico Armenteros y Samantha Flores             | Futuros posibles                             |
|  | 17 de julio de 2025     | 33             | Valeria Vegas                                     | Lo mainstream (especial en Espacio Movistar) |